# (523646) 2010 VL201
2010 VL201, também escrito como 2010 VL201, é um objeto transnetuniano que está localizado no cinturão de Kuiper, uma região do Sistema Solar. Este corpo celeste está em uma ressonância orbital de 3:4 com o planeta Netuno. Ele possui uma magnitude absoluta de 6,1 e tem cerca de 265 km de diâmetro. O astrônomo Mike Brown lista este corpo celeste em sua página na internet como um candidato a possível planeta anão.

## Descoberta
2010 VL201 foi descoberto no dia 12 de novembro de 2010.

## Órbita
A órbita de 2010 VL201 tem uma excentricidade de 0,186 e possui um semieixo maior de 42,357 UA. O seu periélio leva o mesmo a uma distância de 34,486 UA em relação ao Sol e seu afélio a 50,227 UA.